# Kaspar Freuler (Oberst)

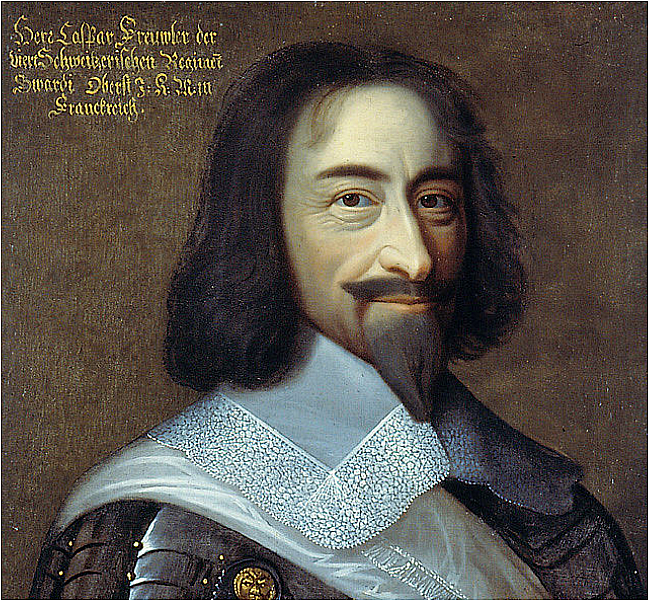
Kaspar Freuler
(Museum des Landes Glarus, Freulerpalast)

Kaspar Freuler (* um 1593 in Näfels, Kanton Glarus; † 4. November 1651 zwischen Bourges und Poitiers) war ein Schweizer Soldat und Truppenführer.

## Familie
Kaspar Freuler wurde 1593 in Näfels, Kanton Glarus, als Sohn des Christoph Freuler und Enkel des berühmten Söldnerführers Kaspar Gallati, der Kommandant des Schweizer Garderegiments von 1616 bis 1619 war, geboren.
Freuler war zweimal verheiratet: einmal mit Margareta Hässi, Tochter des Fridolin Hässi, der Kommandant des Schweizer Garderegiments von 1628 bis 1635 war, und danach mit Anna von Reding, Tochter des Heinrich von Reding.
Kaspar Freuler verstarb am 4. November 1651 zwischen Bourges und Poitiers und liegt begraben in Saint-Savin-sur-Gartempe (Poitou).

## Militärische Karriere
Er trat 1613 im Regiment Gallati in französische Dienste, wurde 1613 Leutnant und 1619 Hauptmann der Colonelle des Schweizer Garderegiments sowie 1635 bis 1651 dessen Kommandant. Sein Nachfolger im Kommando von 1651 bis 1655 war sein Schwager Johann Melchior Hässi.
Er nahm an zahlreichen Feldzügen
Ludwigs XIII. teil, so an der Belagerung von La Rochelle, in Südfrankreich gegen die Hugenotten, gegen Spanien und bei der Besetzung des kaiserfreundlichen Lothringen 1633 im Rahmen des Dreissigjährigen Krieges. Er beschützte mit der Garde Ludwig XIV. während der Fronde und wurde 1651 bei Kämpfen in den Gassen von Paris verwundet. Einige Tage später erlag er dieser Verwundung. Zu diesem Zeitpunkt befand er sich in Saint-Savin-sur-Gartempe zwischen Bourges und Poitiers.
Er war 1637 geadelt und 1646 Ritter des St.-Michael-Ordens geworden.

## Der Freulerpalast
Er erbaute von 1642 bis 1648 den Freulerpalast in Näfels.